# تسدان حداده
تسدان حداده (به عربی: تسدان حدادة) یک شهرداری در الجزایر است که در استان میله واقع شده‌است. تسدان حداده ۱۷٬۶۲۳ نفر جمعیت دارد.